# Gilbert Van Binst
Gilbert van Binst (ur. 5 lipca 1951 w Machelen, zm. 3 stycznia 2025 w Zaventem) – belgijski piłkarz występujący podczas kariery na pozycji prawego obrońcy.

## Kariera klubowa
Piłkarską karierę Gilbert van Binst rozpoczął w 1968 w Anderlechcie. Z Anderlechtem dwukrotnie zdobył mistrzostwo Belgii w 1972, 1974, czterokrotnie Puchar Belgii w 1972, 1973, 1975, 1976, dwukrotnie Puchar Zdobywców Pucharów 1976 i 1978 oraz Superpuchar Europy w 1976 i 1978. W barwach Anderlechtu rozegrał 262 spotkania i strzelił 28 bramek. W sezonie 1980–81 występował w II lidze francuskiej w Toulouse FC. Ostatnie dwa lata kariery spędził w FC Brugge. Ogółem w lidze belgijskiej rozegrał 293 mecze, w których strzelił 30 bramek.

## Kariera reprezentacyjna
W reprezentacji Belgii Gilbert van Binst występował w latach 1972–1977. W 1972 uczestniczył w mistrzostwach Europy. W turnieju finałowym rozgrywanym w Belgii był rezerwowym i nie wystąpił w żadnym meczu. Ogółem w reprezentacji Belgii rozegrał 15 spotkań.